# Vändåtberget
Vändåtberget ist ein Naturschutzgebiet in Schweden, 50 Kilometer nordwestlich der Stadt Örnsköldsvik. Das Schutzgebiet wurde 1989 gegründet und hat eine Fläche von 3,45 km2.
Der alte Wald im Vändåt ist der Lebensraum  des stark bedrohten Pytho kolwensis aus der Gattung Pytho und der Familie Pythidae. Er ist auch der Lebensraum für einen Bockkäfer, Nothorhina muricata.
Die Bedeutung des Namens „Vändåt“ ist nicht bekannt.

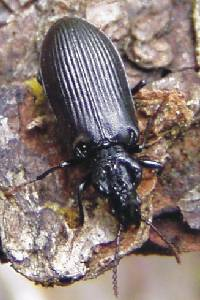
Pytho kolwensis, ein in Vändåtberget beheimateter Käfer.